# Jeolla du Nord
Le Jeolla du Nord (en hangeul : 전라북도 ; hanja : 全羅北道 ; RR : Jeollabuk-do ; MR : Jeollabukto), officiellement l'État de Jeonbuk (en hangeul : 전북특별자치도 ; hanja : 全北特別自治道), est une province autonome spéciale de la Corée du Sud dont la capitale est Jeonju. Elle a été formée en 1896 à partir de la moitié de l'ancienne province du Jeolla. Elle est aussi connue sous le nom de Jeonbuk.

## Histoire

### Proto-Trois Royaume
Le Jeolla du Nord était la région centrale de la confédération Mahan pendant les Samhan, abritant 15 des 54 États tribaux de la confédération.

### Les Trois Royaume de Corée
Au cours de la période des Trois Royaumes, le Jeolla du Nord est devenue la propriété du royaume Baekje lors de l'absorption du Mahan.
Après la chute de Baekje face aux forces alliées du royaume Silla et de la dynastie des Tang en 660 (20e année du règne du roi Uija), la province passa sous le contrôle des Tang. Elle fut intégrée au Silla lorsque les Tang furent expulsés en 676 (16e année du règne du roi Munmu).
Lors du Silla unifié en 685, les ville de Wansan-ju (Jeonju, l'actuelle capitale du Jeonbuk ) et Namwon-gyeong (l'actuelle Namwon) existait.

### Trois Royaume tardif
En 892, lorsque le général Gyeon Hwon fonda le Hubaekje, cette région fut la partie centrale du pays pendant cinquante an. En 936, sous le règne de Gyeon Singeom, le Jeolla fut conquis par Wang Geon et intégrée à la dynastie Goryeo. De 900 à aujourd'hui, Wansan-ju (aujourd'hui Jeonju) est la capitale de la province, et la dynastie régnait sur toute la région.

### Dynastie Goryeo
En 996 (14e année du règne du roi Seongjong), cette région fut nommée province de Gangnam et le gouvernement coréen établit les quatre États (province de Jeonju-Jeonju, Yeongju-Gobu, Sunju-Sunchang et Maju-Okgu) dans la région du Jeolla du Nord.
En 1018 (9e année du règne du roi Hyeonjong), les provinces Gangnam-do (Jeonbuk) et Haenam-do (Jeonnam) ont fusionnés sous le nom de Jeolla-do.

### Dynastie Joseon
Au cours de la période Joseon, alors que les districts administratifs de toute la nation étaient organisés sous le système des huit provinces en 1413 (13e année du règne du roi Taejong), le Joella du nord à vu son territoire s'agrandir. Le Jeolla-do prit en charge de vastes zones composé d'une préfecture, quatre comtés autonomes, quatre protectorats, 12 comtés et 31 comtés couvrant les provinces actuelles de Joella du Sud, Jeolla du Nord et Jeju.

## Divisions administratives

### Villes
- Jeonju (전주시; 全州市) - la capitale provinciale
- Gimje (김제시; 金堤市)
- Gunsan (군산시; 群山市)
- Iksan (익산시; 益山市)
- Jeongeup (정읍시; 井邑市)
- Namwon (남원시; 南原市)

### Districts
- District de Buan (부안군; 扶安郡)
- District de Gochang (고창군; 高敞郡)
- District de Imsil (임실군; 任實郡)
- District de Jangsu (장수군; 長水郡)
- District de Jinan (진안군; 鎭安郡)
- District de Muju (무주군; 茂朱郡)
- District de Sunchang (순창군; 淳昌郡)
- District de Wanju (완주군; 完州郡)